# Sudoeste Piauiense
Sudoeste Piauiense is een van de vier mesoregio's van de Braziliaanse deelstaat Piauí. Zij grenst aan de mesoregio's Sudeste Piauiense, Centro-Norte Piauiense, Extremo Oeste Baiano (BA), Vale São-Franciscano da Bahia, Leste Maranhense (MA), Sul Maranhense en Oriental do Tocantins (TO). De mesoregio heeft een oppervlakte van ca. 128.193 km². In 2006 werd het inwoneraantal geschat op 492.273.
Zes microregio's behoren tot deze mesoregio:
- Alto Médio Gurguéia
- Alto Parnaíba Piauiense
- Bertolínia
- Chapadas do Extremo Sul Piauiense
- Floriano
- São Raimundo Nonato

Mesoregio's: Centro-Norte Piauiense · Norte Piauiense · Sudeste Piauiense · Sudoeste Piauiense

Microregio's: Alto Médio Canindé · Alto Médio Gurguéia · Alto Parnaíba Piauiense · Baixo Parnaíba Piauiense · Bertolínia · Campo Maior · Chapadas do Extremo Sul Piauiense · Floriano · Litoral Piauiense · Médio Parnaíba Piauiense · Picos · Pio IX · São Raimundo Nonato · Teresina · Valença do Piauí